# Tinea inguinalis

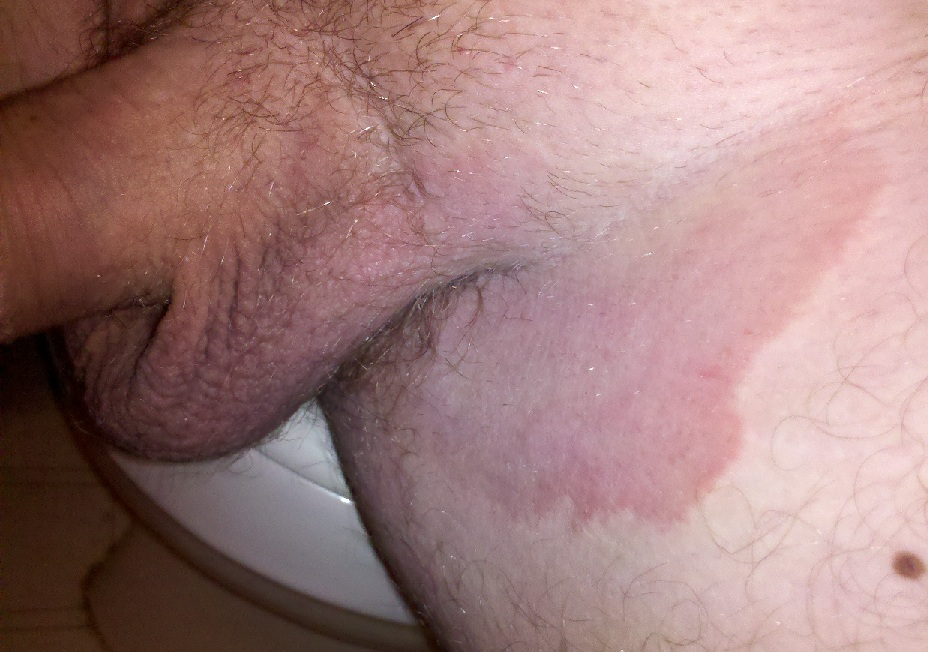
Tinea inguinalis

Tinea inguinalis oder Leistenflechte – im Englischen auch als Tinea cruris bezeichnet, was wörtlich ‚Unterschenkel-Flechte‘ bedeutet – ist eine Dermatophytose der Leistengegend, bei Männern auch der Hodensackgegend. Krankheitsauslöser sind Dermatophyten. Der klassische Erreger ist Epidermophyton floccosum, heute ist aber Trichophyton rubrum häufiger. Weitere Auslöser sind Trichophyton mentagrophytes und Trichophyton tonsurans. Begünstigend wirkt enge, luftundurchlässige Kleidung, die zu einem warm-feuchten Mikroklima dieser Region führt.
Die Pilzerkrankung zeigt sich normalerweise als Rötung mit Juckreiz. Am Rand können auch Schuppen, Papeln oder Pusteln auftreten. Die Ausbreitung erfolgt meist in der Peripherie der Hautveränderung, während sie zentral abzuheilen beginnt.
Die Behandlung erfolgt meist lokal mit Antimykotika.